# 서원면
서원면(書院面)은 강원특별자치도 횡성군 서쪽에 위치한 면이다. 넓이는 123.4km2이고, 인구는 2016년 기준으로 2,192명이다.

## 연혁

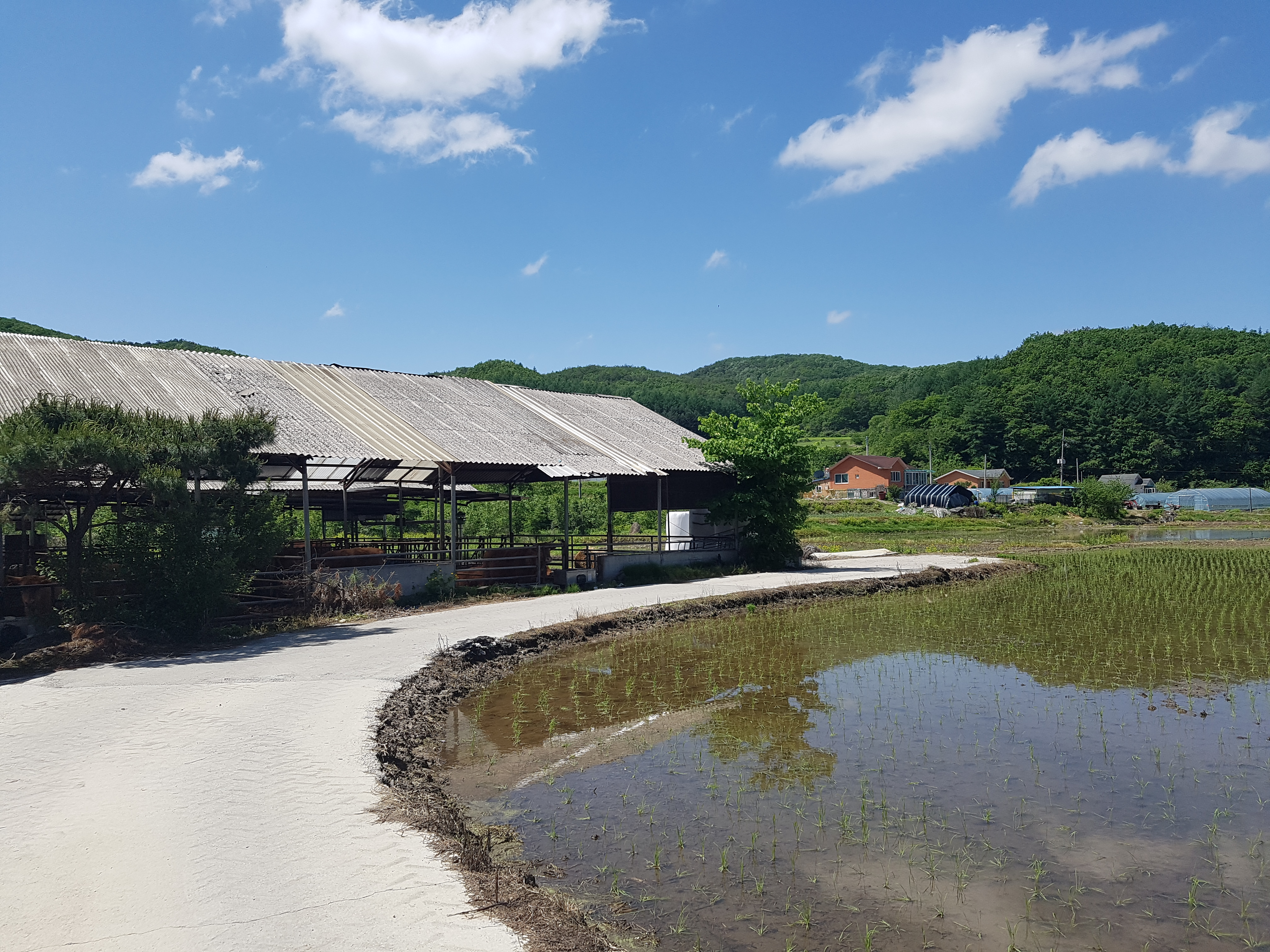
서원면 창촌남길

- 조선시대 말 : 원주군에 속해 있으면서 "고모곡면"이라 칭함
- 1895년 (조선 고종 32년) : 원주군에서 횡성군으로 편입 면소재지를 산현칠봉에서 서원면 창촌리로 이전
- 1914년 3월 1일 : 부군면 통폐합으로 산현 칠봉서원 명칭을 따서 서원면으로 개칭
- 1934년 : 18개 리로 조정
- 1937년 : 15개 리로 조정(1리를 산현리, 2리를 옥계리, 3리를 창촌리, 4리를 압곡리, 5리를 금대리, 6리를 유현리로, 분일리는 매호리로, 분이리는 석화리로 개칭)
- 1967년 : 산현출장소 개설
- 1983년 2월 10일 : 대통령령 제1107호에 의거 산현출장소(산현, 매호, 압곡일부)지역이 원주군 호저면에 편입됨

## 행정 구역
| 법정리 | 한자명 | 행정리                    | 비고            |
| ------ | ------ | ------------------------- | --------------- |
| 금대리 | 琴垈里 | 금대리                    |                 |
| 석화리 | 石花里 | 석화1리, 석화2리, 석화3리 |                 |
| 압곡리 | 鴨谷里 | 압곡리                    |                 |
| 옥계리 | 玉溪里 | 옥계1리, 옥계2리          |                 |
| 유현리 | 楡峴里 | 유현1리, 유현2리, 유현3리 |                 |
| 창촌리 | 倉村里 | 창촌1리, 창촌2리          | 면사무소 소재지 |

## 문화재
- 횡성 풍수원성당 구 사제관 - 등록문화재 제163호
- 횡성 풍수원 천주교회 - 강원도 유형문화재 제69호